# Sergio Velitti
Sergio Velitti (Avezzano, 18 febbraio 1932) è uno scrittore e regista teatrale italiano.

## Biografia
Figlio di Diana Torrieri (che recitò per lui anche in tre film), fu scrittore di romanzi, poesie, drammi, e regista teatrale e cinematografico. Tra le sue regie più importanti, andate in scena, tra l'altro, nei teatri di Trieste e Torino, si ricordano Tourquoise, di Georges de Tervagne, con Nino Pavese e Quinto Parmeggiani , Delitto impossibile, di Ernest Dudley e Arthur Watkyn, con Massimo Serato, Franco Volpi, Luisella Boni, Andrea Checchi, la Fedra di Racine, il Ricordo di due lunedì di Arthur Miller, con Diana Torrieri, Fabrizio Capucci, Orazio Orlando.

## Opere principali
- Bellicapelli, Milano, Feltrinelli, 1958
- Storia di Pablo: libero adattamento dal romanzo 'Il compagno' di Cesare Pavese, Torino, Einaudi, 1961
- Ti si vede l'altra, Milano, Lerici, 1961
- Marialaò; A proposito di una signora; Grisaglia blu; Il silenzio del mare; Meg per gli amici, Milano, Lerici, 1964
- Le stanze, Parma, Guanda, 1975
- Telefonata da Montreal: tre tempi in poesia, Firenze, Octavo Franco Cantini, 1998